# Vetenskapsåret 1940

## Händelser
- 5 januari - FM-radio demonstreras första gången för USA:s Federal Communications Commission.
- 2 februari - De första transposonerna påvisas i majs av Barbara McClintock.
- 2 februari - En reläbaserad räknemaskin för komplexa tal (Complex Number Calculator) färdigställs vid Bell Labs i USA under ledning av George Stibitz.
- 27 februari - Den radioaktiva isotopen kol-14 upptäcks av Martin Kamen och Sam Ruben.
- november - Tyska forskare samlas i München och enas om att relativitetsteorin är en nödvändig del av fysiken. Detta innebär slutet för Philipp Lenards "tyska fysik" (Deutsche Physik, 1936).
- Grundämnet astat syntetiseras av Corson, MacKenzie och Segre.
- Grundämnet neptunium syntetiseras av McMillan och Abelson, som den första transuranen.
- Magnetronen uppfinns av John Randall och Harry Boot.

### Biokemi
- 24 augusti - Howard Florey och ett forskarlag med Ernst Chain, Arthur Duncan Gardner, Norman Heatley, M. Jennings, J. Orr-Ewing och G. Sanders at the Sir William Dunn School of Pathology, University of Oxford, publicerar sina laboratorieresultat som visar penicillinets in vivo-effekt. De har också renat läkemedlet.[1][2]

## Pristagare
- Brinellmedaljen: Martin Wiberg
- Copleymedaljen: Paul Langevin
- Darwinmedaljen: James Peter Hill
- Murchisonmedaljen: Arthur Holmes
- Nobelpriset: Ingea priser utdelades. [3]
- Penrosemedaljen: Nelson Horatio Darton
- Polhemspriset: Waloddi Weibull
- Sylvestermedaljen: Godfrey Harold Hardy
- Wollastonmedaljen: Henry Woods [4]

## Födda
- 27 november - Enrico Bombieri, matematiker.

## Avlidna
- 20 april - Alfred Cort Haddon, brittisk antropolog och etnolog.
- 17 juni - Arthur Harden, brittisk biokemist.

### Fotnoter
1. ↑  Drews, Jürgen (27 februari 2000). ”Drug Discovery: a Historical Perspective”. Science "287" (5460):  ss. 1960–4. doi:10.1126/science.287.5460.1960. PMID 10720314.
2. ↑  Robertson, Patrick (1974). The Shell Book of Firsts. London: Ebury Press. sid. 124
3. ↑  ”Nobelpriset”. http://nobelprize.org/nobel_prizes/lists/all/index.html. Läst 10 april 2011.
4. ↑  ”Geological Society”. Arkiverad från originalet den 5 juni 2011. https://web.archive.org/web/20110605102217/http://www.geolsoc.org.uk/gsl/society/history/page750.html. Läst 14 april 2011.